# Velika Biljanica
Velike Bilajnice je naselje u gradu Leskovcu, Jablanički upravni okrug, Srbija. Prema popisu iz 2022. godine u Velikoj Biljanici je živjelo 428 stanovnika.